# Athylia tholana
Athylia tholana är en skalbaggsart som först beskrevs av J. Linsley Gressitt 1940.  Athylia tholana ingår i släktet Athylia och familjen långhorningar. Inga underarter finns listade.